# Love at First Sting
Love at First Sting je deváté studiové album německé hardrockové skupiny Scorpions z roku 1984.
Deska vyšla ve dvou různých obalech - první verze obalu byla pro sexuální náboj v některých oblastech zakázána a byla proto nahrazena krotší verzí.

## Seznam skladeb
1. "Bad Boys Running Wild" (K.Meine/H.Rarebell/R.Schenker) – 3:54
2. "Rock You Like a Hurricane" (K.Meine/H.Rarebell/R.Schenker) – 4:11
3. "I'm Leaving You" (K.Meine/R.Schenker) – 4:16
4. "Coming Home" (K.Meine/R.Schenker) – 4:58
5. "Same Thrill" (K.Meine/R.Schenker) – 3:30
6. "Big City Nights" (K.Meine/R.Schenker) – 4:08
7. "As Soon as the Good Times Roll" (K.Meine/R.Schenker) – 5:01
8. "Crossfire" (K.Meine/R.Schenker) – 4:31
9. "Still Loving You" (K.Meine/R.Schenker) – 6:26

## Sestava
- Klaus Meine – zpěv
- Matthias Jabs – sólová kytara
- Rudolf Schenker – kytara, zpěv
- Francis Buchholz – baskytara, syntetizér (Je uveden jako účastník na tvorbě studiových nahrávek, hrál na turné a je na fotografii kapely, přesto se však nepodílel na nahrávání ve studiu. Nedávno baskytarista skupiny Dio Jimmy Bain během interview potvrdil, že na tomto albu ve hře na baskytaru za F.Buchholze zaskakoval.)
- Herman Rarebell – bicí (Částečně za něj zaskakoval bývalý člen skupiny Rainbow a budoucí bubeník Black Sabbath Bobby Rondinelli.)

## Umístění v žebříčcích

### Album
Billboard (Severní Amerika)
| Rok  | Žebříček          | Pozice |
| ---- | ----------------- | ------ |
| 1984 | The Billboard 200 | #6     |

### Singly
Billboard (Severní Amerika)
| Rok  | Singl                       | Žebříček          | Pozice |
| ---- | --------------------------- | ----------------- | ------ |
| 1984 | "Rock You Like a Hurricane" | Billboard Hot 100 | #25    |
| 1984 | "Still Loving You"          | Billboard Hot 100 | #64    |

### Ocenění RIAA
| Ocenění         | Datum            |
| --------------- | ---------------- |
| Gold            | April 30, 1984   |
| Platinum        | April 30, 1984   |
| Double-platinum | October 25, 1984 |
| Triple-platinum | July 8, 1995     |